# التنين المتردد (فلم 1941)
التنين المتردد (بالإنجليزية: The Reluctant Dragon) هو فيلم أمريكي لعام 1941 من إنتاج والت ديزني، وإخراج ألفريد ويركر، وتم إصداره بواسطة آر كي أو بيكتشرز في 20 يونيو 1941. أنتج الفلم في استوديوهات والت ديزني الجديدة آنذاك في بوربانك، كاليفورنيا، والممثلين كانوا نجوم السينما الكوميديين روبرت بينشلي والعديد من موظفي ديزني مثل وارد كيمبال، فريد مور، نورمان فيرغسون، كلارنس ناشو والت ديزني.

## روابط خارجية
- التنين المتردد على موقع IMDb (الإنجليزية)
- التنين المتردد على موقع روتن توميتوز (الإنجليزية)
- التنين المتردد على موقع ألو سيني (الفرنسية)
- التنين المتردد على موقع Turner Classic Movies (الإنجليزية)
- التنين المتردد على موقع أول موفي (الإنجليزية)
- التنين المتردد على موقع فيلمافينيتي (الإسبانية)
- التنين المتردد على موقع قاعدة بيانات الأفلام السويدية (السويدية)
- التنين المتردد على موقع قاعدة بيانات الفيلم (الإنجليزية)
- التنين المتردد على موقع ليتربوكسد (الإنجليزية)
- التنين المتردد على موقع كينوبويسك (الروسية)